# Anne Winters
Anne Winters (Dallas, 3 de junho de 1994) é uma atriz e cantora americana. Ela desempenhou papéis na série Tyrant, da FX, como Emma Al-Fayeed, na série Wicked City, da ABC, como Vicki Roth, e na série 13 Reasons Why, da Netflix, como Chlöe Rice. Ela também estrelou os filmes Castelos de Areia (2014), Pass the Light (2015), The Bride He Bought Online (2015), Mom and Dad (2017) e Night School (2018).
Em 2017, ela teve sua estreia na série dramática Zac & Mia, pela qual ganhou o prêmio Daytime Emmy de 2018 de Melhor Atriz Principal em Série Dramática Digital Diurna. Na terceira temporada de 2022 da série de ficção científica The Orville, do Hulu, ela interpretou o papel de Charly Burke.

## Vida pessoal
Anne Winters nasceu em Dallas, no Texas, filha de Karen e Harry Winters. Ela cresceu na vizinha Lewisville. Winters foi educado na Prestonwood Christian Academy, uma escola batista particular em Plano.
Quando tinha dez anos, Winters cantou um solo no American Airlines Center para uma multidão de mais de 24.000 pessoas. Ela planejou originalmente frequentar a Southern Methodist University para sua educação universitária, mas optou por se mudar para Los Angeles para seguir sua carreira de atriz.

## Carreira
Winters fez sua estreia no cinema como a jovem Kathleen no filme direto para DVD A Christmas Snow. Ela então apareceu no filme direto para DVD Cooper and the Castle Hills Gang. Em 2013, ela estrelou como Kylie Kramer na sitcom Liv and Maddie do Disney Channel, aparecendo no episódio "Steal-A-Rooney". De 2013 a 2014, Winters teve um papel recorrente como Kelsey na série dramática The Fosters , da ABC Family/Freeform.
De 2014 a 2016, Winters estrelou o papel regular de Emma Al-Fayeed na série dramática Tyrant, criada por Gideon Raff para a rede FX. Ela foi creditada como estrela convidada durante a segunda temporada 's Tyrant, aparecendo em apenas quatro dos 13 episódios, e continuou seu papel na terceira temporada. Winters estrelou um papel principal no filme de drama independente de 2014, Sand Castles, dirigido por Clenét Verdi-Rose, ao lado dos atores Jordon Hodges e Clint Howard. Ela ganhou o prêmio Leonardo da Vinci Horse de Melhor Elenco no MIFF Awards com seus colegas de elenco. Também em 2014, Winters estrelou como Kelly Decker no filme de ação Fatal Instinct.
Em 2015, ela estrelou como Avery Lindstrom no filme de televisão Lifetime The Bride He Bought Online, dirigido por Christine Conradt. No mesmo ano, ela foi escalada como Vicki Roth na série dramática policial da ABC, Wicked City. Winters co-estrelou como Valerie York na sequência piloto da NBC do filme de drama adolescente Cruel Intentions, ao lado da estrela original do filme, Sarah Michelle Gellar. Winters ganhou o prêmio de Melhor Atriz Coadjuvante no Festival Internacional de Cinema de Nice de 2016 por seu papel no filme dramático The Tribe.
Em 2017, ela apareceu ao lado de Nicolas Cage e Selma Blair no filme de comédia de terror Mom and Dad, dirigido por Brian Taylor. Desde 2017, Winters teve um papel principal na série dramática Zac & Mia. Ela ganhou o prêmio Daytime Emmy de 2018 de Melhor Atriz Principal em Série Dramática Digital Diurna por sua atuação no papel.
Winters interpretou Chlöe Rice, na série dramática da Netflix 13 Reasons Why, e apareceu no filme de comédia Night School de 2018, dirigido por Malcolm D. Lee. Ela foi escalada para a série dramática da ABC Grand Hotel.
Em 2022, ela apareceu na 3ª temporada de The Orville, interpretando a personagem Charly Burke.

## Filmografia

### Filme
| Ano  | Título                            | Papel           | Notas |
| ---- | --------------------------------- | --------------- | ----- |
| 2009 | Glória                            | Estudante       |       |
| 2010 | Uma Neve de Natal                 | Jovem Kathleen  |       |
| 2011 | Cooper e a Gangue de Castle Hills | Lauren          |       |
| 2014 | Sand Castles                      | Lauren Daly     |       |
| 2014 | Fatal Instinct                    | Kelly Decker    |       |
| 2015 | Pass the Light                    | Gwen            |       |
| 2015 | The Bride He Bought Online        | Avery Lindstrom |       |
| 2016 | A Tribo                           | Sara            |       |
| 2017 | Reality High                      | Azevinho        |       |
| 2017 | Mom and Dad                       | Carly Ryan      |       |
| 2018 | Night School                      | Mila            |       |
| 2019 | Countdown                         | Courtney        |       |

### Televisão
| Ano       | Título               | Papel          | Notas                                                              |
| --------- | -------------------- | -------------- | ------------------------------------------------------------------ |
| 2010      | Acampamento de verão | Beth           | Filme para TV                                                      |
| 2013      | Liv e Maddie         | Kylie Kramer   | Episódio: "Roubar um Rooney"                                       |
| 2013–2014 | The Fosters          | Kelsey         | Papel recorrente (temporada 1), 6 episódios                        |
| 2014–2016 | Tyrant               | Emma Al-Fayeed | Papel principal (temporada 1); convidado especial (temporadas 2–3) |
| 2015      | Wicked City          | Vicki Roth     | Papel principal                                                    |
| 2016      | Cruel Intentions     | Valéria York   | Papel principal; piloto de TV não vendido                          |
| 2017–2019 | Zac & Mia            | Mia Phillips   | Papel principal                                                    |
| 2018–2020 | 13 Reasons Why       | Chlöe Rice     | Papel recorrente (temporada 2–4)                                   |
| 2019      | Grand Hotel          | Ingrid         | Papel principal                                                    |
| 2022      | The Orville          | Charly Burke   | Papel principal (temporada 3)                                      |